# 小嶋一成
小嶋 一成（こじま かずなり、1977年12月12日 - ）は、日本の男性声優。東京都出身。

## 人物
2011年3月まで東映アカデミーに所属していた。
趣味は音楽鑑賞、サッカー観戦、ハンドボール。

## 出演
太字はメインキャラクター。

### テレビアニメ
1998年
- おじゃる丸（ゾンビ）

1999年
- おジャ魔女どれみ（1999年 - 2002年、骨隊長、バトルブルー、ジョルジュ・ベネックス 他） - 4シリーズ
- 金田一少年の事件簿（村人男）

2000年
- 遊☆戯☆王デュエルモンスターズ（ブラック・マジシャン、神官マハード[3]）

2001年
- デジモンテイマーズ（通行人の男、アナウンサー、警備員、マジラモン、メラモン、技術者）
- テニスの王子様（トム・グリフィー）

2002年
- 釣りバカ日誌（ゴロA）
- デジモンフロンティア（ソーサリモン、キャンドモン、コクワモン、ファントモン）

2003年
- 明日のナージャ（ビアンコ、紳士）
- 金色のガッシュベル!!（ブラゴ、カマキリジョー）
- ボボボーボ・ボーボボ（フラワーマン、クルマン 他）

2004年
- エリア88（警備員、整備員）
- Get Ride! アムドライバー（イヴァン・ニルギース）
- ジパング（麻生保）
- 陸奥圓明流外伝 修羅の刻（町人）

2005年
- ガイキング LEGEND OF DAIKU-MARYU（レスキュー隊員）
- capeta（和田）
- 甲虫王者ムシキング 森の民の伝説（村人）

2006年
- エア・ギア（Aライダー、ストームライダー、金鉄ブルズ 他）
- 家庭教師ヒットマンREBORN!（部下）
- デジモンセイバーズ（勝俣、もんじゃ屋店主、警備員、リングアナウンサー、男、TVスタッフ、看護師、隊員、リボルモン、アナウンサー、オペレーター、医師、デュナスモン）
- 出ましたっ!パワパフガールズZ（太陽の声）
- 働きマン（編集者A）
- U.H.O.フューチャーレスキュー2061（ヌーン）

2007年
- Yes!プリキュア5（司会者、気球のスタッフ 他）
- 猫ラーメン（しげさん）
- ラブ★コン（人力車の男、相手チーム）

2008年
- Yes!プリキュア5GoGo!（助監督、警備員、男、司会者）
- キャシャーン Sins（ロボット、男）

2009年
- 空中ブランコ（クラウン、記者）
- フレッシュプリキュア!（男性、サラリーマン、警備員、高校生 他）

2010年
- ハートキャッチプリキュア!（サッカー部キャプテン、理科の先生、生徒会幹部、カメラマン、サムライ番長、番長）

2011年
- トリコ（ディレクター、部下）

### OVA
2002年
- 学園都市 ヴァラノワール（クリス）

2003年
- 聖闘士星矢 冥王ハーデス十二宮編（那智、ダンテ）

2007年
- 聖闘士星矢 冥王ハーデス冥界編（那智）

2008年
- 聖闘士星矢 冥王ハーデスエリシオン編（那智）

### 劇場アニメ
2001年
- スレイヤーズぷれみあむ（黒マントタコB）

2002年
- デジモンテイマーズ 暴走デジモン特急（線路作業員）

2003年
- 黄金の法 エル・カンターレの歴史観（天台智顗）

2006年
- デジモンセイバーズ THE MOVIE バーストモード!究極パワー発動（ゴブリモン）

2007年
- 映画 Yes!プリキュア5 鏡の国のミラクル大冒険!（テーマパークの客）

2008年
- 映画 Yes!プリキュア5GoGo! お菓子の国のハッピーバースディ♪（デザート王国の住民）

2009年
- きかんしゃ やえもん（新幹線）
- 映画 フレッシュプリキュア! おもちゃの国は秘密がいっぱい!?（キング）

2010年
- 10thアニバーサリー 劇場版 遊☆戯☆王 〜超融合!時空を越えた絆〜（ブラック・マジシャン）

2011年
- 手塚治虫のブッダ -赤い砂漠よ!美しく-
- トリコ 3D 開幕!グルメアドベンチャー!!（モーリー）

2016年
- 遊☆戯☆王 THE DARK SIDE OF DIMENSIONS（ブラック・マジシャン）

### ゲーム
2003年
- テイルズ オブ シンフォニア

2004年
- 金色のガッシュベル!! 友情タッグバトル（ブラゴ）
- 金色のガッシュベル!! 友情タッグバトル フルパワー（ブラゴ）
- 金色のガッシュベル!! 激闘!最強の魔物達（ブラゴ）
- 金色のガッシュベル!! うなれ!友情の電撃2（ブラゴ、カマキリジョー）

2005年
- 金色のガッシュベル!! 友情タッグバトル2（ブラゴ）
- 金色のガッシュベル!! うなれ!友情の電撃 ドリームタッグトーナメント（ブラゴ）
- 金色のガッシュベル!! ゴー!ゴー!魔物ファイト!!（ブラゴ）

2006年
- 闇夜にささやく〜探偵 相楽恭一郎〜（如月翔）

2007年
- 燃えろ!熱血リズム魂 押忍!闘え!応援団2（杉田謙信）

2008年
- スペクトラルフォース ジェネシス（ジェイダガー）

2010年
- S.Y.K 〜蓮咲伝〜（釈迦如来）
- S.Y.K 〜蓮咲伝〜 Portable（釈迦如来）
- ゴッドイーター バースト（プレイヤーボイス）

2011年
- 華鬼 〜恋い初める刻 永久の印〜（渡瀬）

2012年
- 華鬼 〜夢のつづき〜（渡瀬）

2019年
- 金色のガッシュベル!! Golden Memories（ブラゴ）

2021年
- 共闘ことばRPG コトダマン（ブラゴ）

2024年
- 金色のガッシュベル!! 永遠の絆の仲間たち（ブラゴ）

### 舞台
- ハートキャッチプリキュア! ミュージカルショー（スナッキー）
- フレッシュプリキュア! ミュージカルショー～うたって おどって しあわせゲットだよ!!～（村人）